# Аталая (Гавиан)
Атала́я (порт. Atalaia) — район (фрегезия) в Португалии, входит в округ Порталегри. Является составной частью муниципалитета Гавьян. По старому административному делению входил в провинцию Алту-Алентежу. Входит в экономико-статистический субрегион Алту-Алентежу, который входит в Алентежу. Население составляет 165 человек на 2001 год. Занимает площадь 19,35 км².